# 中国共産党山西省委員会
中国共産党山西省委員会（ちゅうごくきょうさんとうさんせいしょういいんかい）は中国共産党に所在する山西省を運営する組織である。
中国共産党山西省委員は中国共産党山西省大会という選挙によって選出される。大会が開催されていない期間は、中国共産党中央委員会の指示を山西省で実行し、山西省の行動を指導し、中国共産党中央委員会に定期的に報告する。

## 沿革
1927年5月19日、中国共産党山西省委員会に建立。顔昌傑は書記。

## 職責
『中国共産党地方委員会工作条例』によると、中国共産党地方委員会は主に政治、思想と組織指導を実行し、以下の職能を担う：
1. 地域の主要な問題についての意思決定を行う。
2. 法的手続きを通じて、党組織の主張を地方の規制、地方政府の規則又はその他の政令にする。
3. 地域の思想文化宣伝工作に対する指導を強化し、イデオロギー工作の指導権、発言権をしっかりと掌握する。
4. 幹部管理権限に従い幹部を任免し、管理し、地方国家機関、政協組織、人民団体、国有企業事業単位等に重要幹部を推薦する。
5. 人民代表大会、政府、政治協商会議、裁判所、検察院、人民団体などが法により規約に基づき独立して責任を負い、協調一致して業務を展開することを支持・保証し、これらの組織における党グループの指導の核心的役割を発揮する。
6. 地域の群団活動と統一戦線活動に対する指導を強化する。
7. 所属する党組織と広範な党員を動員、組織し、大衆を団結させて党の目標任務を実現する。

## 構成機関
『山西省機構改革方案』によると、中国共産党山西省委員会には15の工作機関が設置され、工作機関が管理する機関（副庁級）が1つある。中国共産党山西省委員会は以下の機構を設置している：
- 中国共産党山西省委員会弁公庁

### スキル部門
- 中国共産党山西省委員会組織部
- 中国共産党山西省委員会宣伝部
- 中国共産党山西省委員会統一戦線工作部
- 中国共産党山西省委員会政法委員会

### 仕事部門
- 中国共産党山西省委員会組織部政策研究室
- 中国共産党山西省委員会組織部国家安全委員会弁公室
- 中国共産党山西省委員会網絡安全・情報化委員会弁公室
- 中国共産党山西省委員会財経委員会弁公室
- 中国共産党山西省委員会機構編成委員会弁公室
- 中国共産党山西省委員会軍民融合発展委員会弁公室
- 中国共産党山西省委員会台港澳工作弁公室
- 中国共産党山西省委員会巡回指導者小組弁公室
- 中国共産党山西省委員会老幹部局

### 派遣機関
- 中国共産党山西省委員会直属機関工作委員会

### 直属事業単位
- 中国共産党山西省委員会党校
- 山西社会主義学院
- 『山西日報（中国語版）』社
- 中国共産党山西省委員会党史研究院
- 山西省公文書館

……

### 作業組織が管理する機関
- 中国共産党山西省委員会機密局（省委員会弁公庁が管理する）

## 歴代の書記
| 肖像 | 氏名   | 就任           | 退任           | 注          |
| ---- | ------ | -------------- | -------------- | ----------- |
|      | 程子華 | 1949年8月      | 1950年9月      | [ 1 ]       |
|      | 賴若愚 | 1950年9月      | 1952年2月      | [ 1 ]       |
|      | 解学恭 | 1952年2月      | 1952年7月      | [ 1 ]       |
|      | 高克林 | 1952年2月      | 1953年1月      | [ 1 ]       |
|      | 陶魯笳 | 1956年8月      | 1965年8月      | [ 1 ]       |
|      | 衛恒   | 1965年8月      | 1967年1月      | [ 1 ]       |
|      | 劉格平 | 1967年2月      | 1971年4月      | [ 1 ]       |
|      | 謝振華 | 1971年4月      | 1975年5月      | [ 1 ]       |
|      | 王謙   | 1975年5月      | 1980年10月     | [ 1 ]       |
|      | 霍士廉 | 1980年10月     | 1985年7月      | [ 1 ]       |
|      | 李立功 | 1985年7月      | 1991年3月      | [ 1 ] [ 2 ] |
|      | 王茂林 | 1991年3月      | 1993年9月      | [ 1 ] [ 3 ] |
|      | 胡富国 | 1993年9月      | 1999年6月12日  | [ 1 ]       |
|      | 田成平 | 1999年6月12日  | 2005年7月2日   | [ 4 ]       |
|      | 張宝順 | 2005年7月2日   | 2010年5月31日  | [ 5 ]       |
|      | 袁純清 | 2010年5月31日  | 2014年9月1日   | [ 6 ]       |
|      | 王儒林 | 2014年9月1日   | 2016年6月30日  | [ 7 ]       |
|      | 駱恵寧 | 2016年6月30日  | 2019年11月30日 | [ 8 ]       |
|      | 楼陽生 | 2019年11月30日 | 2021年6月1日   | [ 9 ]       |
|      | 林武   | 2021年6月1日   | 2022年12月29日 | [ 10 ]      |
|      | 藍仏安 | 2022年12月29日 | 2023年9月28日  | [ 11 ]      |
|      | 唐登傑 | 2023年9月28日  | 現在           | [ 12 ]      |

## 歴代の構成員
第一期（1956年8月至1965年8月）
- 第一書記：陶魯笳
- 書記：衛恒、王世英（一1964年）、王謙 （1959年）、池必卿（—1963年）、朱衛華、鄭林、袁振（1964年一1965年8月）、王大任（1964年一1965年8月）
- 候補書記：王大任（1958年一1964年）、黄志剛（1958年一1961年）

第二期（1965年8月一1967年1月）
- 第一書記：衛恒
- 第二書記：王謙
- 書記：王大任、朱衛華、鄭林、武光湯、趙雨亭、袁振、賈俊

中共山西核心小組（1967年2月一1971年4月）
- 組長：劉格平
- 副組長：張日清

第三期省委（1971年4月一1978年3月）
- 第一書記：謝振華（一1975年5月）、王謙（1975年5月一1978年3月）
- 書記：曹中南（一1977年3月）、陳永貴、張平化、韓英（1973年5月一1978年3月）、王謙（1973年5月一1975年5月）、王扶之（1977年3月一1978年3月）、王金籽（1977年3月一1978年3月）、王大任（1977年3月—1978年3月）、王克文（1978年1月一）
- 副書記：張日清（1973年5月一1978年3月）、王大任（1973年5月一1977年3月）、王庭棟（1973年3月一1977年3月）

第四期省委（1978年3月一1985年7月）
- 第一書記：王謙（1980年10月）、霍士廉（1980年10月一）
- 第二書記：羅貴波（1978年12月一）
- 常務書記：李立功 (1925年)|李立功（1981年6月一）
- 書記：陳永貴（1978年3月一1979年3月）、韓英（1978年3月一1979年3月）、王扶之、王大任、李韓鎖（1978年3月一1979年3月）、王庭棟、王克文、武光湯（1979年3月一）、趙雨亭（1979年3月一）、賈俊（1979年3月一）、朱衛華（1979年3月一）、阮泊生（1979年4月一）、李立功（1983年3月一1985年6月）
- 副書記：李修仁（1983年3月一1985年6月）、王森浩（1983年3月一1985年6月）、王克文（1983年3月一1985年6月）

第五期省委（1985年7月一1991年2月）
- 書記：李立功 (1925年)|李立功
- 副書記：王森浩、王建功（一1987年6月）、王茂林（1987年6月一）、盧功勛（1988年2月一）

第六期 （1991年3月 - 1996年2月）
- 書記：王茂林
- 副書記：王森浩、盧功勛
- 委員：王茂林、胡富国、盧功勛、梁国英、孫文盛、王森浩、王雲龍、崔光祖、鄭社奎、萬良適、董雲海、郭裕懷、馮芝茂、張維慶

第七期 （1996年2月 - 2001年10月）
- 胡富国、孫文盛、劉沢民、王雲龍、鄭社奎、馮芝茂、董雲海、支樹平、武正国、張秉法

第八期（2001年10月 - 2006年10月） 　　　　　　
- 田成平、張宝順、劉沢民、侯伍傑、金銀煥、薛延忠、段端武、申聯彬、王顯政、雲公民、申維辰、杜玉林

第九期 （2006年10月 - 2011年11月）
- 張宝順、於幼軍、金銀煥、薛延忠、申聯彬、任沢民、申維辰、杜玉林、金道銘、梁濱、方文平、高建民、李政文

第十期 （2011年11月1日 - 2016年11月5日）
- 書記：袁純清（-2014年9月）、王儒林（2014年9月-2016年6月）、駱恵寧（2016年6月-）
- 副書記：王君（-2012年12月）、金道銘（-2014年2月）、李小鵬（2012年12月-2016年8月）、楼陽生（2014年6月-）、黄暁薇（2016年10月-）
- 常務委員：袁純清（-2014年9月）、王君（-2012年12月）、金道銘（-2014年2月）、李小鵬（-2016年8月）、胡蘇平（-2016年11月）、高建民、湯濤（-2014年9月）、李兆前（-2014年9月）、陳川平（-2014年8月）、張少華（-2015年3月）、王建明、聶春玉（-2014年8月）、杜善学（-2014年6月）、白雲（女）（2013年2月-2014年9月）、楼陽生（2014年6月-）、王儒林（2014年9月-2016年6月）、盛茂林（2014年9月-）、黄暁薇（2014年9月-）、吳政隆（2014年9月-2016年10月）、孫紹騁（2014年9月-）、王偉中（2014年9月-）、付建華（2014年9月-）、冷傑松（2015年5月-2016年8月）、駱恵寧（2016年6月-）、任建華（2016年10月-）

第十一期（2016年11月5日 - 2021年10月30日）
- 書記：駱恵寧（-2019年11月）、楼陽生（2019年11月-2021年5月）、林武（2021年5月-）
- 副書記：楼陽生（-2019年11月）、黄暁薇（女）（-2018年8月）、林武（2019年1月-2021年5月）、藍仏安（2021年4月-）、商黎光（2021年10月-）
- 常務委員：駱恵寧（-2019年11月）、楼陽生（-2021年5月）、黄暁薇（女）（-2018年8月）、高建民（-2018年6月）、孫紹騁（-2017年2月）、王偉中（-2017年4月）、盛茂林（-2017年3月）、任建華（-2019年6月）、羅清宇、張吉福、王清憲（-2017年11月）、廉毅敏（-2020年10月）、呉漢聖（2017年3月-2018年12月）、商黎光（2017年6月-）、王賦（2017年6月-2018年1月）、胡玉亭（2018年1月-2021年6月）、徐広国（2018年4月-）、林武（2018年5月-）、韓強（2019年1月-）、曲孝麗（女）（2019年3月-2021年1月）、王擁軍（2019年6月-）、呂巖松（2019年6月-2021年9月）、李鳳岐（2020年11月-）、藍仏安（2021年4月-）、陳安麗（女）（2021年4月-）

第十二期（2021年10月30日 - ）
- 書記：林武（-2022年12月）、藍仏安（2022年12月-2023年9月）、唐登傑（2023年10月-）
- 副書記：藍仏安（-2022年12月）、商黎光（-2023年9月）、金湘軍（2022年12月-）、張春林（2023年11月-）
- 常務委員：林武（-2022年12月）、藍仏安（-2023年9月）、商黎光（-2023年9月）、王擁軍、徐広国（-2024年11月）、張吉福、陳安麗（女）（-2024年2月）、李鳳岐、吳偉、盧東亮、韋韜（壯族）、鄭連生、鄧玉恩（2022年8月－）、金湘軍（2022年12月-）、唐登傑（2023年10月-）、胡立傑（2024年2月-）、李金科（2024年11月-）、張碧湧（2024年12月-）